# Kategoria Superiore
Kategoria Superiore este cea mai importantă competiție fotbalistică din Albania. A fost fondată în anul 1930 sub numele de Kategoria e Pare (în română Prima divizie). În primul sezon al acesteia, șase echipe s-au luptat pentru prima poziție. Din sezonul 1998 - 1999, au participat 16 echipe, iar din sezonul 2006 - 2007 liga a avut 12 echipe până în 2015 când a scăzut la 10.

## Istorie

### Primii ani
Fotbalul a fost introdus pentru prima dată în Albania de un preot englezo-maltez pe nume Gut Ruter, care a vizitat colegiul Saverian din Shkodër în 1908. Primul club de fotbal din Albania a fost Indipendenca, fondat la Shkodër în 1912 de Palokë Nika. Primul joc de 90 de minute cu două reprize de 45 de minute a fost jucat în octombrie 1913 între Indipendenca Shkodër și Marina Imperială Austro-Ungară. Meciul este considerat a fi primul meci internațional jucat în Albania și s-a încheiat cu o înfrângere cu 2-1 pentru Indipendenca, căpitanul și fondatorul clubului Palokë Nika marcând singurul gol pentru albanezi.

### Campionatele celui de-al Doilea Război Mondial
Albania a fost invadată de Italia în aprilie 1939 și în curând a izbucnit Al Doilea Război Mondial, ceea ce înseamnă că Asociația Albaneză de Fotbal, la fel ca și celelalte organizații din țară, și-a încetat activitatea. În ciuda războiului, s-au desfășurat trei campionate între 1939 și 1942, cu Tirana câștigând campionatele în 1939 și 1942 și KF Vllaznia Shkodër câștigând campionatul național albanez 1940. În ciuda apelurilor de a recunoaște aceste campionate, Asociația Albaneză de Fotbal menține poziția că campionatele nu au fost organizate de ei și nu pot fi recunoscute oficial.

## Clasamentul UEFA
Coeficientul UEFA pe 2020
- 37  (42)  Virslīga
- 38  (36)  Kategoria Superiore
- 39  (34)  Prima Ligă Macedoneană
- 40  (40)  Premijer Liga
- 41  (35)  Divizia Națională
- 42  (37)  League of Ireland

## Cluburi (2025–26)

### Membrii actuali
Următoarele echipe concurează în Kategoria Superiore în timpul sezonului 2025–26.
| Club        | Poziția in 2025–26       |
| ----------- | ------------------------ |
| Bylis       | 7-lea                    |
| Dinamo City | 3-lea                    |
| Egnatia     | 1-ul                     |
| Elbasani    | 5-lea                    |
| Flamurtari  | 2-lea (Kategoria e Parë) |
| Partizani   | 4-lea                    |
| Teuta       | 6-lea                    |
| Tirana      | 8-lea                    |
| Vora        | 1-ul (Kategoria e Parë)  |
| Vllaznia    | 3-lea                    |

## Lista campionilor
Sistem divizionar
     Sezonul nu a fost jucat
     Sezon jucat, dar nu a fost recunoscut oficial
| Sezon   | Campioni                                      | Vicecampioni                                  | Locul 3                                       | Golgheteri                                    | Goluri                                        |
| ------- | --------------------------------------------- | --------------------------------------------- | --------------------------------------------- | --------------------------------------------- | --------------------------------------------- |
| 1930    | Tirana (1)                                    | Skënderbeu                                    | Bashkimi Shkodran                             | Selman Stërmasi                               | 5                                             |
| 1931    | Tirana (2)                                    | Teuta                                         | -                                             | Teli Samsuri                                  | 9                                             |
| 1932    | Tirana (3)                                    | Bashkimi Shkodran                             | Teuta                                         | Selman Stërmasi                               | 11                                            |
| 1933    | Skënderbeu (1)                                | Bashkimi Shkodran                             | Teuta                                         | Teofik Agaj                                   | 7                                             |
| 1934    | Tirana (4)                                    | Skënderbeu                                    | Bashkimi Shkodran                             | Mark Gurashi                                  | 22                                            |
| 1935    | Sezonul nu a fost jucat                       | Sezonul nu a fost jucat                       | Sezonul nu a fost jucat                       | Sezonul nu a fost jucat                       | Sezonul nu a fost jucat                       |
| 1936    | Tirana (5)                                    | Vllaznia                                      | Besa                                          | Riza Lushta                                   | 11                                            |
| 1937    | Tirana (6)                                    | Vllaznia                                      | Besa                                          | Riza Lushta                                   | 25                                            |
| 1938    | Sezonul nu a fost jucat                       | Sezonul nu a fost jucat                       | Sezonul nu a fost jucat                       | Sezonul nu a fost jucat                       | Sezonul nu a fost jucat                       |
| 1939    | Sezon jucat, dar nu a fost recunoscut oficial | Sezon jucat, dar nu a fost recunoscut oficial | Sezon jucat, dar nu a fost recunoscut oficial | Sezon jucat, dar nu a fost recunoscut oficial | Sezon jucat, dar nu a fost recunoscut oficial |
| 1940    | Sezon jucat, dar nu a fost recunoscut oficial | Sezon jucat, dar nu a fost recunoscut oficial | Sezon jucat, dar nu a fost recunoscut oficial | Sezon jucat, dar nu a fost recunoscut oficial | Sezon jucat, dar nu a fost recunoscut oficial |
| 1941    | Sezonul nu a fost jucat                       | Sezonul nu a fost jucat                       | Sezonul nu a fost jucat                       | Sezonul nu a fost jucat                       | Sezonul nu a fost jucat                       |
| 1942    | Sezon jucat, dar nu a fost recunoscut oficial | Sezon jucat, dar nu a fost recunoscut oficial | Sezon jucat, dar nu a fost recunoscut oficial | Sezon jucat, dar nu a fost recunoscut oficial | Sezon jucat, dar nu a fost recunoscut oficial |
| 1943    | Sezonul nu a fost jucat                       | Sezonul nu a fost jucat                       | Sezonul nu a fost jucat                       | Sezonul nu a fost jucat                       | Sezonul nu a fost jucat                       |
| 1944    | Sezonul nu a fost jucat                       | Sezonul nu a fost jucat                       | Sezonul nu a fost jucat                       | Sezonul nu a fost jucat                       | Sezonul nu a fost jucat                       |
| 1945    | Vllaznia (1)                                  | Tirana                                        | Besa                                          | Xhevdet Shaqiri                               | 9                                             |
| 1946    | Vllaznia (2)                                  | Flamurtari                                    | 17 Nëntori                                    | Xhevdet Shaqiri                               | 11                                            |
| 1947    | Partizani (1)                                 | Vllaznia                                      | Dinamo Korçë                                  | Zihni Gjinali                                 | 13                                            |
| 1948    | Partizani (2)                                 | Flamurtari                                    | -                                             | Zihni Gjinali                                 | 12                                            |
| 1949    | Partizani (3)                                 | Vllaznia                                      | Ylli i Kuq Durrës                             | Zihni Gjinali                                 | 14                                            |
| 1950    | Dinamo Tirana (1)                             | Partizani                                     | Shkodra                                       | Loro Boriçi                                   | 6                                             |
| 1951    | Dinamo Tirana (2)                             | Partizani                                     | Puna Tiranë                                   | Refik Resmja                                  | 59                                            |
| 1952    | Dinamo Tirana (3)                             | Partizani                                     | -                                             | Refik Resmja                                  | 10                                            |
| 1953    | Dinamo Tirana (4)                             | Partizani                                     | Puna Tiranë                                   | Refik Resmja                                  | 9                                             |
| 1954    | Partizani (4)                                 | Dinamo Tirana                                 | Puna Tiranë                                   | Refik Resmja                                  | 13                                            |
| 1955    | Dinamo Tirana (5)                             | Partizani                                     | Puna Tiranë                                   | Refik Resmja                                  | 14                                            |
| 1956    | Dinamo Tirana (6)                             | Partizani                                     | Puna Tiranë                                   | Refik Resmja                                  | 17                                            |
| 1957    | Partizani (5)                                 | Dinamo Tirana                                 | Puna Korçë                                    | Niko Bespalla                                 | 12                                            |
| 1958    | Partizani (6)                                 | Besa                                          | 17 Nëntori                                    | Skënder Jareci                                | 13                                            |
| 1959    | Partizani (7)                                 | 17 Nëntori                                    | Flamurtari                                    | Panajot Pano                                  | 9                                             |
| 1960    | Dinamo Tirana (7)                             | Partizani                                     | 17 Nëntori                                    | Skënder Jareci                                | 13                                            |
| 1961    | Partizani (8)                                 | Dinamo Tirana                                 | 17 Nëntori                                    | Panajot Pano                                  | 14                                            |
| 1962–63 | Partizani (9)                                 | Dinamo Tirana                                 | Besa                                          | Panajot Pano                                  | 12                                            |
| 1963–64 | Partizani (10)                                | Dinamo City                                   | Besa                                          | Robert Jashari                                | 18                                            |
| 1964–65 | 17 Nëntori (7)                                | Partizani                                     | Dinamo Tirana                                 | Robert Jashari                                | 19                                            |
| 1965–66 | 17 Nëntori (8)                                | Partizani                                     | Dinamo Tirana                                 | Iljaz Çeço                                    | 12                                            |
| 1966–67 | Dinamo Tirana (8)                             | 17 Nëntori                                    | Besa                                          | Josif Kazanxhi                                | 17                                            |
| 1968    | 17 Nëntori (9)                                | Partizani                                     | Dinamo Tirana                                 | Medin Zhega                                   | 19                                            |
| 1969–70 | 17 Nëntori (10)                               | Partizani                                     | Vllaznia                                      | Skënder Hyka                                  | 19                                            |
| 1970–71 | Partizani (11)                                | Dinamo Tirana                                 | Vllaznia                                      | Panajot Pano                                  | 18                                            |
| 1971–72 | Vllaznia (3)                                  | 17 Nëntori                                    | Dinamo Tirana                                 | Ilir Përnaska                                 | 19                                            |
| 1972–73 | Dinamo Tirana (9)                             | Partizani                                     | Besa                                          | Ilir Përnaska                                 | 17                                            |
| 1973–74 | Vllaznia (4)                                  | Partizani                                     | Besa                                          | Ilir Përnaska                                 | 12                                            |
| 1974–75 | Dinamo Tirana (10)                            | Vllaznia                                      | Partizani                                     | Ilir Përnaska                                 | 16                                            |
| 1975–76 | Dinamo Tirana (11)                            | 17 Nëntori                                    | Vllaznia                                      | Ilir Përnaska                                 | 19                                            |
| 1976–77 | Dinamo Tirana (12)                            | Skënderbeu                                    | Vllaznia                                      | Ilir Përnaska                                 | 17                                            |
| 1977–78 | Vllaznia (5)                                  | Luftëtari                                     | Partizani                                     | Agim Murati                                   | 12                                            |
| 1978–79 | Partizani (12)                                | 17 Nëntori                                    | Besa                                          | Agim Murati                                   | 13                                            |
| 1979–80 | Dinamo Tirana (13)                            | 17 Nëntori                                    | Vllaznia                                      | Përparim Kovaçi                               | 18                                            |
| 1980–81 | Partizani (13)                                | Dinamo Tirana                                 | 17 Nëntori                                    | Dashnor Bajaziti                              | 12                                            |
| 1981–82 | 17 Nëntori (11)                               | Flamurtari                                    | Dinamo Tirana                                 | Vasil Ruci                                    | 12                                            |
| 1982–83 | Vllaznia (6)                                  | Partizani                                     | 17 Nëntori                                    | Dashnor Bajaziti                              | 16                                            |
| 1983–84 | Labinoti (1)                                  | 17 Nëntori                                    | Partizani                                     | Vasil Ruçi                                    | 12                                            |
| 1984–85 | 17 Nëntori (12)                               | Dinamo Tirana                                 | Vllaznia                                      | Arben Minga, Faslli Fakja                     | 13                                            |
| 1985–86 | Dinamo Tirana (14)                            | Flamurtari                                    | 17 Nëntori                                    | Kujtim Majaci                                 | 20                                            |
| 1986–87 | Partizani (14)                                | Flamurtari                                    | Vllaznia                                      | Arben Arbëri                                  | 14                                            |
| 1987–88 | 17 Nëntori (13)                               | Flamurtari                                    | Labinoti                                      | Agustin Kola                                  | 18                                            |
| 1988–89 | 17 Nëntori (14)                               | Partizani                                     | Dinamo Tirana                                 | Agustin Kola                                  | 19                                            |
| 1989–90 | Dinamo Tirana (15)                            | Partizani                                     | Flamurtari                                    | Kujtim Majaci                                 | 19                                            |
| 1990–91 | Flamurtari (1)                                | Partizani                                     | Besa                                          | Kliton Bozgo                                  | 29                                            |
| 1991–92 | Vllaznia (7)                                  | Partizani                                     | Teuta                                         | Edmir Bilali                                  | 22                                            |
| 1992–93 | Partizani (15)                                | Teuta                                         | Besa                                          | Edmond Dosti                                  | 21                                            |
| 1993–94 | Teuta (1)                                     | Tirana                                        | Flamurtari                                    | Edi Martini                                   | 14                                            |
| 1994–95 | Tirana (15)                                   | Teuta                                         | Partizani                                     | Arben Shehu                                   | 21                                            |
| 1995–96 | Tirana (16)                                   | Teuta                                         | Partizani                                     | Altin Çuko                                    | 21                                            |
| 1996–97 | Tirana (17)                                   | Vllaznia                                      | Flamurtari                                    | Viktor Paço                                   | 14                                            |
| 1997–98 | Vllaznia (8)                                  | Tirana                                        | Partizani                                     | Dorjan Bubeqi                                 | 26                                            |
| 1998–99 | Tirana (18)                                   | Vllaznia                                      | Bylis                                         | Artan Bano                                    | 23                                            |
| 1999–00 | Tirana (19)                                   | Tomori                                        | Teuta                                         | Klodian Arbëri                                | 18                                            |
| 2000–01 | Vllaznia (9)                                  | Tirana                                        | Dinamo Tirana                                 | Indrit Fortuzi                                | 30                                            |
| 2001–02 | Dinamo Tirana (16)                            | Tirana                                        | Partizani                                     | Indrit Fortuzi                                | 24                                            |
| 2002–03 | Tirana (20)                                   | Vllaznia                                      | Partizani                                     | Mahir Halili                                  | 20                                            |
| 2003–04 | Tirana (21)                                   | Dinamo Tirana                                 | Vllaznia                                      | Vioresin Sinani                               | 36                                            |
| 2004–05 | Tirana (22)                                   | Elbasani                                      | Dinamo Tirana                                 | Dorian Bylykbashi                             | 24                                            |
| 2005–06 | Elbasani (2)                                  | Tirana                                        | Dinamo Tirana                                 | Hamdi Salihi                                  | 29                                            |
| 2006–07 | Tirana (23)                                   | Teuta                                         | Vllaznia                                      | Vioresin Sinani                               | 23                                            |
| 2007–08 | Dinamo Tirana (17)                            | Partizani                                     | Besa                                          | Vioresin Sinani                               | 20                                            |
| 2008–09 | Tirana (24)                                   | Vllaznia                                      | Dinamo Tirana                                 | Migen Memelli                                 | 22                                            |
| 2009–10 | Dinamo Tirana (18)                            | Besa                                          | Tirana                                        | Daniel Xhafaj                                 | 18                                            |
| 2010–11 | Skënderbeu (2)                                | Flamurtari                                    | Vllaznia                                      | Daniel Xhafaj                                 | 18                                            |
| 2011–12 | Skënderbeu (3)                                | Teuta                                         | Tirana                                        | Roland Dervishi                               | 20                                            |
| 2012–13 | Skënderbeu (4)                                | Kukësi                                        | Teuta                                         | Migen Memelli                                 | 19                                            |
| 2013–14 | Skënderbeu (5)                                | Kukësi                                        | Laçi                                          | Pero Pejić                                    | 20                                            |
| 2014–15 | Skënderbeu (6)                                | Kukësi                                        | Partizani                                     | Pero Pejić                                    | 31                                            |
| 2015–16 | Skënderbeu (7)                                | Partizani                                     | Kukësi                                        | Hamdi Salihi                                  | 27                                            |
| 2016–17 | Kukësi (1)                                    | Partizani                                     | Skënderbeu                                    | Pero Pejić                                    | 27                                            |
| 2017–18 | Skënderbeu (8)                                | Kukësi                                        | Luftëtari                                     | Ali Sowe                                      | 21                                            |
| 2018–19 | Partizani (16)                                | Kukësi                                        | Teuta                                         | Reginaldo                                     | 13                                            |
| 2019–20 | Tirana (25)                                   | Kukësi                                        | Laçi                                          | Kyrian Nwabueze                               | 23                                            |
| 2020–21 | Teuta (2)                                     | Vllaznia                                      | Partizani                                     | Dejvi Bregu                                   | 16                                            |
| 2021–22 | Tirana (26)                                   | Laçi                                          | Partizani                                     | Saliou Guindo Taulant Seferi                  | 19                                            |
| 2022–23 | Partizani (17)                                | Tirana                                        | Egnatia                                       | Florent Hasani                                | 16                                            |
| 2023–24 | Egnatia (1)                                   | Partizani                                     | Skënderbeu                                    | Bekim Balaj                                   | 18                                            |
| 2024–25 | Egnatia (2)                                   | Vllaznia                                      | Partizani                                     | Bekim Balaj                                   | 19                                            |

* Din 1930, competiția nu a mai fost jucată de 9 ori în total: 1935, 1938–44, 1949, 1962. În plus, premiul de campion nu a fost acordat în sezonul 1968–69.

## Performanță pe cluburi
| Cluburi       | Campioni | Vicecampioni | Locul 3 | Sezoane câștigătoare |
| ------------- | -------- | ------------ | ------- | --- |
| KF Tirana     | 26*      | 14           | 14      | 1930, 1931, 1932, 1934, 1936, 1937, 1939, 1942, 1964–65, 1965–66, 1968, 1969–70, 1981–82, 1984–85, 1987–88, 1988–89, 1994–95, 1995–96, 1996–97, 1998–99, 1999-2000, 2002–03, 2003–04, 2004–05, 2006–07, 2008–09, 2019–20, 2021–22 |
| Dinamo Tirana | 18       | 9            | 10      | 1950, 1951, 1952, 1953, 1955, 1956, 1960, 1966–67, 1972–73, 1974–75, 1975–76, 1976–77, 1979–80, 1985–86, 1989–90, 2001–02, 2007–08, 2009–10                                                                                       |
| Partizani     | 17       | 22           | 12      | 1947, 1948, 1949, 1954, 1957, 1958, 1959, 1961, 1962–63, 1963–64, 1970–71, 1978–79, 1980–81, 1986–87, 1992–93, 2018–19, 2022–23                                                                                                   |
| Vllaznia      | 9*       | 13           | 13      | 1940, 1945, 1946, 1971–72, 1973–74, 1977–78, 1982–83, 1991–92, 1997–98, 2000–01 |
| Skënderbeu    | 8**      | 3            | 4       | 1933, 2010–11, 2011–12, 2012–13, 2013–14, 2014–15, 2015–16, 2017–18 |
| Teuta         | 2        | 6            | 7       | 1993–94, 2020–21 |
| Elbasani      | 2        | 1            | 1       | 1983–84, 2005–06 |
| Egnatia       | 2        | -            | 1       | 2023–24, 2024–25 |
| Flamurtari    | 1        | 7            | 4       | 1990–91 |
| Kukësi        | 1        | 6            | 1       | 2016–17 |
| Besa          | -        | 2            | 12      | - |
| Laçi          | -        | 1            | 2       | - |
| Luftëtari     | -        | 1            | 1       | - |
| Tomori        | -        | 1            | -       | - |
| Bylis         | -        | -            | 1       | - |

* Tirana și Vllaznia ar avea, în consecință, 28 și 10 titluri, dacă cele trei sezoane jucate în Al Doilea Război Mondial sunt recunoscute oficial de la AFA.
** Skënderbeu a câștigat Kategoria Superiore de șase ori la rând un record pentru campionatul albanez.

## Performanță pe orașe
| Orașul     | Titluri | Cluburi                              |
| ---------- | ------- | ------------------------------------ |
| Tirana     | 61      | KF (26), Dinamo (18), Partizani (17) |
| Shkodër    | 9       | Vllaznia (9)                         |
| Korçë      | 8       | Skënderbeu (8)                       |
| Durrës     | 2       | Teuta (2)                            |
| Elbasan    | 2       | AF Elbasani (2)                      |
| Rrogozhina | 2       | KF Egnatia Rrogozhinë (2)            |
| Vlorë      | 1       | Flamurtari (1)                       |
| Kukës      | 1       | FK Kukësi (1)                        |